# Carl Emil Secher
Carl Emil Secher (født 3. maj 1824 på Williamsborg, død 29. juni 1888 i København) var en dansk historisk forfatter.
C.E. Sechers farfar var den rige Matias Povlsen Secher, og hans far, Jeremias Müller Secher (1776-1836) kunne i 1810 købe herregården Williamsborg for 110.000 rigsdaler. Imidlertid gik det dårligt med J.M. Sechers økonomi, og i 1824 blev han nødt til at sælge herregården for kun 14.000 rigsdaler. Han måtte tage til takke med en stilling som told- og konsumtionsunderbetjent i Helsingør og familien levede derefter i beskedne kår.
C.E. Sechers mor var Margrethe Agnete Grotum, født Secher (1785-1871), datter af M.P. Sechers bror Anker Jørgen Secher.
I 1843 tog C.E. Secher seminaristeksamen og 1846 eksamen artium, hvorefter han studerede filologi, først den klassiske, men senere, især påvirket af N. M. Petersen, den nordiske, i hvilken han 1858 tog magisterkonferens. Han giftede sig 24. december 1858 med Boyeline Christine Rasch (født 10. marts 1825), datter af kopist i Rentekammeret Boye Rasch.
Secher blev i 1850 ansat som stipendiarius i Gehejmearkivet, en slet lønnet og usikker stilling, i hvilken han måtte forblive, indtil han efter C. F. Wegeners afgang som gehejmearkivar fik fast ansættelse som assistent i kongerigets arkiv 1883; i denne bestilling døde han 29. juni 1888.
Foruden nogle sproglige arbejder, væsentlig af leksikalsk natur, har Secher udgivet en mængde større og mindre skrifter af historisk indhold, således Danmark i ældre og nyere Tid (I-III, 1873-76), teksten til Prospecter af danske Herregaarde 9.-20. Bind (1857-68), fortsættelsen af L. C. Müllers danmarkshistorie (en del af 18. århundrede), ligesom han til tidsskrifter, aviser og encyklopædiske værker leverede mangfoldige artikler og afhandlinger, mest vedkommende fædrelandets historie. Hans udgave af Poul Helgesens Danske Skrifter (1852-55) standsede med 1. bind. Af sin beundrede lærer N. M. Petersens danske litteraturhistorie besørgede han en ny udgave (1867-72).
Hans flid og ualmindelige hukommelse i forbindelse med hans lette adgang til den danske histories arkivalske kilder kom ham til gode ved hans mangeårige studier; meget har han derfor fremdraget, som historikeren vil kunne lære af; men hans ensidighed og blinde had til enevældens regeringsform har i den grad sat deres præg i det meste af, hvad han har skrevet, at man ikke uden videre tør tilegne sig hans resultater.